# Navneforbud
Navneforbud er en retlig afgørelse om, at navnet på en sigtet person ikke må omtales i forbindelse med offentlig omtale af den mod vedkommende verserende straffesag. Oftest medfører navneforbuddet, at medierne alene omtaler personen ved vedkommendes initialer eller alder.
Der nedlægges navneforbud, hvis det formodes, at "offentlig gengivelse af den sigtedes navn vil bringe nogens sikkerhed i fare eller udsætte dem for unødvendig krænkelse". Navneforbuddet inkluderer både vedkommendes navn, stilling og bopæl, ligesom der kan være forbud mod at nævne andre oplysninger, som vil kunne identificere vedkommende.
Andre grunde, der taler for navneforbud, kan være hensynet til den sigtedes familie, og at man ønsker at undgå, at vidner kan blive påvirket af at kende navn og billede.

## Navneforbud i Danmark
Navneforbuddet nedlægges med henvisning til retsplejelovens § 31, der slår fast, at navneforbud kan nedlægges, hvis det formodes, at "offentlig gengivelse må antages at bringe nogens sikkerhed i fare, eller
[..] [at] offentlig gengivelse vil udsætte nogen for unødvendig krænkelse." Navneforbuddet inkluderer både vedkommendes navn, stilling og bopæl, ligesom der kan være forbud mod at nævne andre oplysninger. Det taler imod nedlæggelse af navneforbud, hvis den sigtede befinder sig i en i forhold til offentligheden særligt betroet stilling.
Navneforbuddet kan udstedes, selv om navnet har været spredt i en sag. I sagen med en narkosigtet erhvervskvinde nedlagde Østre Landsret navneforbud, selv om Ekstra Bladet nåede at bringe navnet, før Københavns Byret udstedte navneforbuddet. Nuværende retspraksis er, at man ikke kan blive dømt for at bringe navnet inden navneforbuddets udstedelse, og man har i så fald heller ikke pligt til at slette de oplysninger, navneforbuddet omfatter.
Navneforbuddet udstedes og håndhæves også, selv om navnet er nævnt på udenlandske websites. Således blev Kathrine Lilleør sigtet og Lars Hedegaard tiltalt for at viderebringe navnet på en mand, der blev forbundet med attentatforsøget på Hedegaard, og som var underlagt navneforbud. Hedegaard påpegede, at navn og billede på manden var offentliggjort i tyrkiske medier.
En overtrædelse af et navneforbud straffes i henhold til § 32, stk. 2, med bøde, hvis den pågældende kender til det pågældende navneforbud, også "hvis den pågældende vidste eller burde vide, at sagen verserede ved retten, eller at politiet efterforskede sagen, og den pågældende ikke havde forhørt sig hos politiet, anklagemyndigheden eller retten om, hvorvidt der var nedlagt navneforbud".

## Navneforbud i Storbritannien
Under engelsk ret er muligheden for navneforbud udvidet, så det i visse tilfælde ikke bare er ulovligt at nævne den sigtede i forbindelse med sagen, men endda er ulovligt at omtale, at der er nedlagt navneforbud i sagen. Disse såkaldte super-injunctions er blevet kritiseret for at undergrave pressefriheden.